# Sehlabathebe National Park
Het Sehlabathebe National Park ligt in het district Qacha's Nek (gemeente Khomo-Phatšoa) en is 65 km² groot. Het sluit aan bij het uKhahlamba Drakensberg National Park in Zuid-Afrika en vormt zo het Maloti-Drakensberg Park.